# Erika Raven
Pour les articles homonymes, voir Raven.
Erika De Ceukelaire dite Erika Raven, née le 8 avril 1963 à Hal (province du Brabant), est une autrice de bande dessinée réaliste belge néerlandophone. 

## Biographie

### Jeunesse et formation
Erika De Ceukelaire naît le 8 avril 1963 à Hal dans l'actuelle province du Brabant flamand,.
À 11 ans, elle réussit à faire publier une de ses bandes dessinées dans la rubrique amateur Plant 'n Knol du journal de bandes dessinées Robbedoes (la version néerlandaise de Spirou). Le récit paraît dans le no 1927 du 20 mars 1975. Elle étudie le dessin à l'Institut Saint-Luc de Bruxelles pendant trois ans.

### Ripley
En 1986, Raven fait ses débuts dans le journal Tintin avec la série Ripley, mais elle n'est pas satisfaite de la manière dont sa première histoire Lotus est publiée. Selon elle, la mise en couleur est mauvaise, son histoire considérablement est raccourcie et les dialogues réécrits par quelqu'un qui ne savait apparemment ni épeler ni écrire des phrases correctes. À la parution de l'album elle ajoute la version tronquée et ridiculement mauvaise en supplément. Ripley raconte l'histoire de Maywood Ripley, une femme pilote d'hélicoptère qui opère en Malaisie, à Bornéo et en Afrique. Elle travaille avec ses deux frères et un photographe. Lorsqu'un de ses frères meurt dans un attentat à la bombe, Ripley se sent coupable de sa mort. Les histoires pleines d'action se distinguent par le fait qu'elles évitent les stéréotypes sur l'Afrique, ainsi que les histoires prévisibles du bien contre le mal. Trois albums sont publiés par sa propre maison d'édition Studio Raven : Ripley (1992), Kota Base (1994) et Kentangau River (1995).

### Thomas Rindt
Avec le scénariste Marcel Rouffa, elle lance la série Thomas Rindt. Les personnages principaux sont deux correspondants de guerre à Meotham, en Asie du Sud-Est, qui s'impliquent peu à peu dans une guerre civile locale. Deux albums sont publiés en 1987 par Den Gulden Engel : Moesson Regens [« Pluies de moissons »] et De Stad Van De Engelen [« La Cité des anges »]. Cette série lui vaut d'être récipiendaire de l'Adhémar de  bronze la même année.

### I Love Paris
En 2004, elle écrit le roman Het Kreng qui sera adapté en bande dessinée et pour lequel Maarten Vande Wiele parviendra à la faire sortir de sa retraite volontaire et lui écrire le scénario. Son œuvre la plus connue est I Love Paris (2008). Définie comme un roman graphique ordurier par le dessinateur Maarten Vande Wiele, la bande dessinée s'articule autour de trois jeunes femmes, l'Espoir, la Foi et la Chasteté, qui veulent réussir dans la jet set parisienne. L'intrigue s'inspire de deux livres, La Vallée des poupées de l'écrivaine américaine Jacqueline Susann (1966) et roman Het Kreng. I Love Paris plonge au plus profond de sa relation antagoniste amour-haine avec le monde de la mode creux, mais morbidement attrayant. Il mêle le sexe, la drogue, les rumeurs, la chirurgie plastique, les combats de chats, le succès et l’échec. La suite, I Hate Paris (2009), poursuit sur la même voie, mais est écrit par Peter Moerenhout après le désistement d'Erika Raven ne montrant aucun intérêt pour l'écriture d'un autre scénario. Ces deux ouvrages sont traduits en français et réunis en un volume intitulé I fucking love Paris publié aux éditions Casterman en 2014,,,.
Elle puise ses influences chez Hugo Pratt, Renaud and François Walthéry.
À l'occasion du 20e anniversaire de Natacha, elle rend également hommage au personnage de François Walthéry dans l'album collectif Natacha - Spécial 20e anniversaire - Nostalgia publié aux éditions Marsu Productions en 1990.

## Œuvres

### Romans graphiques
- I fucking love Paris[4],[5],[6],[7], Casterman, Bruxelles, 12 mars 2014
Scénario : Peter Moerenhout, Erika Raven - Dessin : Maarten Vande Wiele - Couleurs : noir et blanc -  (ISBN 978-2-203-07863-5),Lettrage : Jean-Luc Ruault, traduction : Daniel Cunin. Autre format. 6 pages de biographie et remerciements en fin d'album.

### Collectifs
- Natacha - Spécial 20e anniversaire - Nostalgia, Marsu Productions, Monaco, février 1990
Scénario : collectif - Dessin : collectif dont Francis Carin - Couleurs : quadrichromie -  (ISBN 2-907159-04-6)Participation : Hommage à Walthéry.

## Prix et récompenses
- 1987 :  Adhémar de bronze pour Thomas Rindt[1],[8].

## Postérité
Bien qu'elle soit souvent citée à tort comme la première dessinatrice de bande dessinée flamande mais elle est néanmoins la première à bénéficier d'une attention médiatique considérable. Comme l'écrit Jan Smet dans son livre de 2014 Vlaamse Reuzen - De Complete Stripgids Interviews (1974-2001) : 

« Erika Raven peut prétendre qu'elle a ouvert la voie à plusieurs autres dessinatrices de bandes dessinées en Flandre : Ilah, Judith Vanistendael, Ephameron, Shamisa Debroey (nl), Inne Haine, Delphine Frantzen, Charlotte Dumortier... Un petit réconfort, car les prédécesseurs n'existent que par la grâce de ceux qu'ils précèdent. Erika Raven mérite mieux. »

#### Livres
: document utilisé comme source pour la rédaction de cet article.
- Philippe Mellot, Michel Denni, Laurent Turpin et Isabelle Morzadec, Trésors de la bande dessinée : BDM 2023-2024 - Catalogue encyclopédique et Argus, Paris, Les Arènes, novembre 2022, 23e éd., 1677 p., ill. ; 23 cm (ISBN 9791037507280, OCLC 1351462460, présentation en ligne), p. 621. .